# ونوشا آر۳۰
ونوشا آر۳۰ یک هاچ بک سوپرمینی یا ساب کامپکت پنج در است که توسط خودروساز چینی ونوشا، زیرمجموعه دانگ‌فنگ از سال ۲۰۱۴ تا ۲۰۱۷ تولید می‌شد.

## بررسی اجمالی

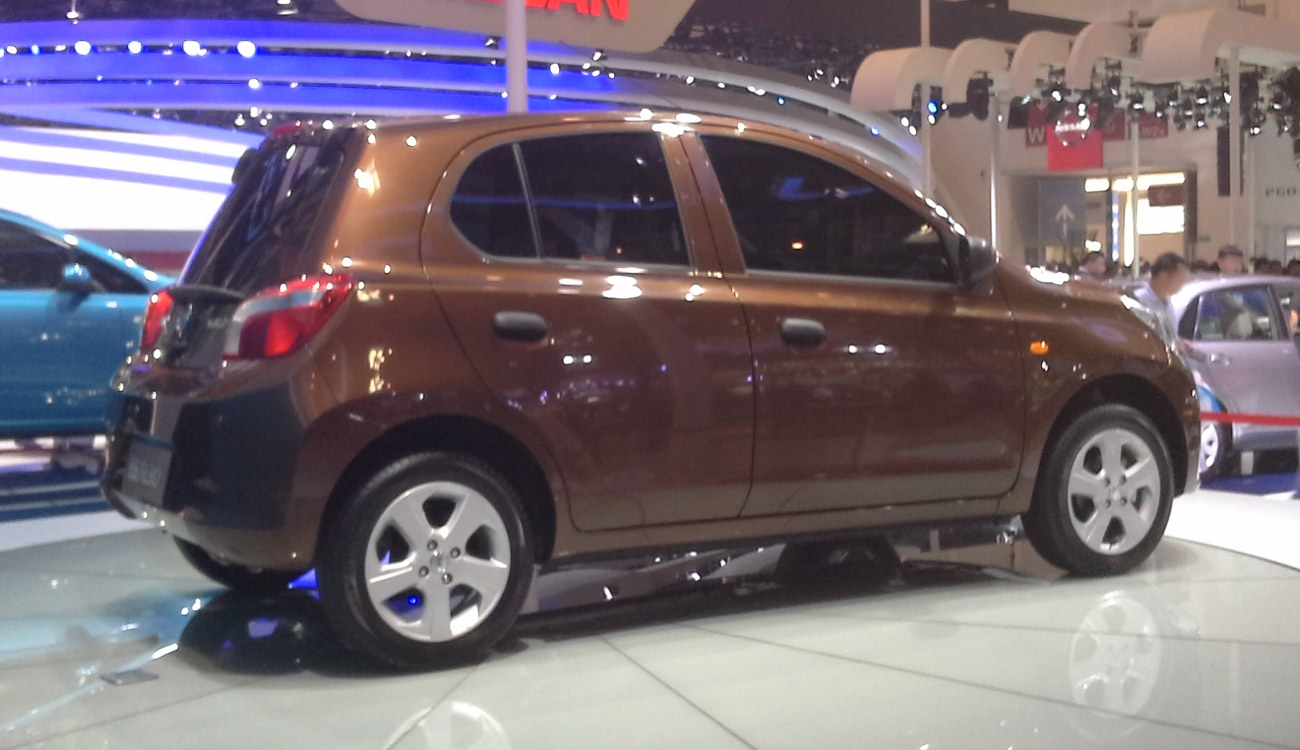
نمای عقب ونوشا آر۳۰

نسخه مفهومی این خودرو اولین بار در سال ۲۰۱۴ در نمایشگاه خودروی پکن رونمایی شد. این خودرو بر اساس نیسان مارس تولید شد. این خودرو در زمان عرضه ۳۹۹۰۰ یوان تا ۴۹٬۹۰۰ یوان قیمت داشت.

## دانگ فنگ اسکیو ئی‌آر۳۰
دانگ فنگ اسکیو ئی آر۳۰ یک کراس اوور الکتریکی ۵ در ساب کامپکت است که براساس ونوشا آر۳۰ تولید شده‌است و توسط دانگ فنگ تولید می‌شود.